# Erwein Damian Hugo von Schönborn

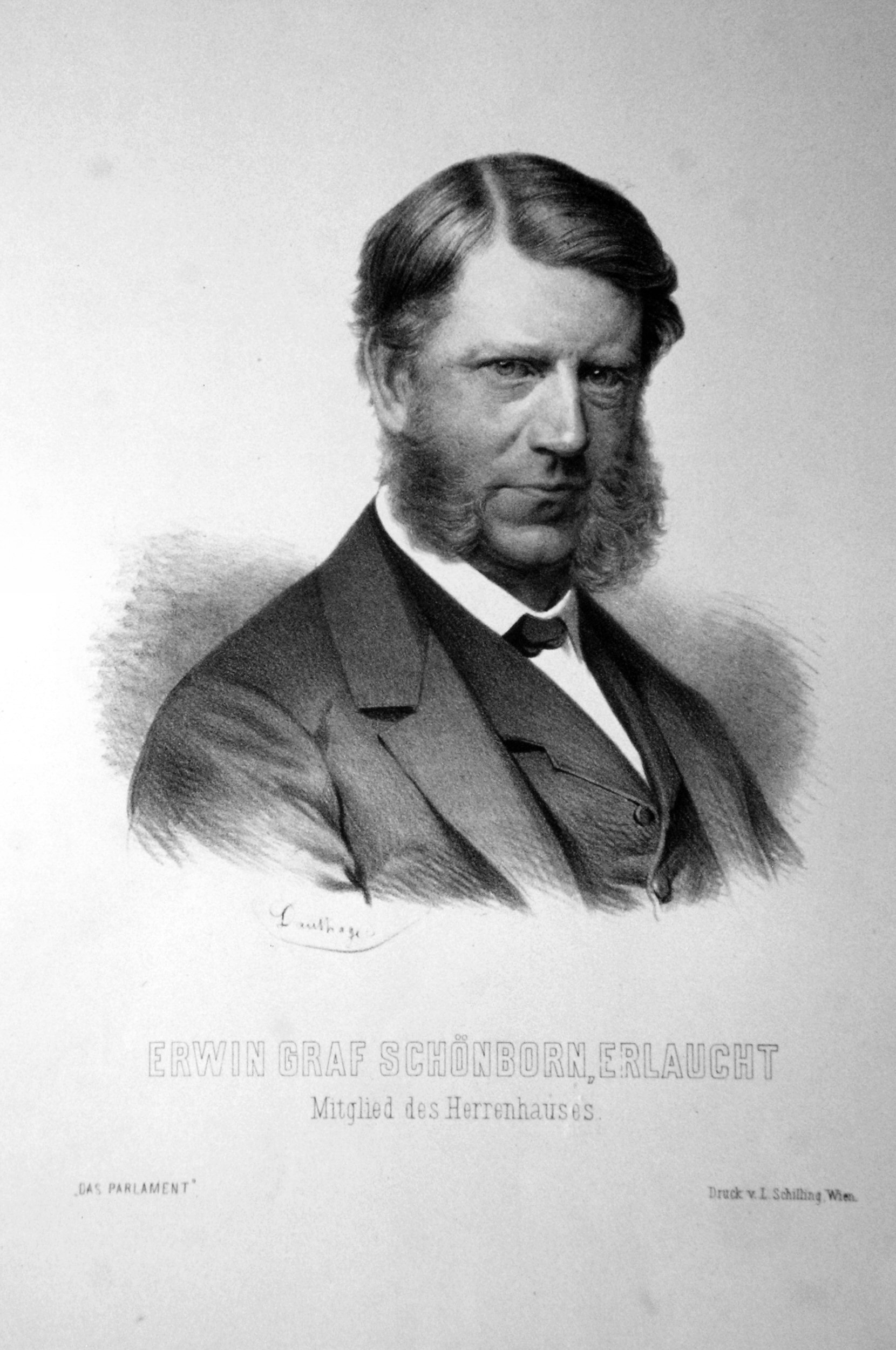
Erwein Damian Hugo von Schönborn (1812–1881)

Graf Erwein Damian Hugo von Schönborn (* 17. Mai 1812 in Wien; † 12. Januar 1881 in Prag) war Großgrundbesitzer, sowie k. u. k. Kämmerer, außerdem seit 1861 erbliches Mitglied des Herrenhauses des österreichischen Reichsrates.

## Herkunft
Sein Großvater war der Graf Hugo Damian Erwein von Schönborn-Wiesentheid. Seine Eltern waren der Graf Friedrich Karl Joseph von Schönborn (* 2. August 1781; † 24. März 1849) und dessen Ehefrau die Freiin Maria Anna von Kerpen (* 13. November 1784; † 8. Oktober 1862), Tochter von Franz Georg von Kerpen.

## Leben
Er studierte Rechtswissenschaften an der Universität Prag und ging dann in den Staatsdienst. Er war zunächst Konzeptspraktikant und dann 1838 Kreiskommissär in Prag. Nach dem Tod seines Vaters wurde er 1849 Chef des böhmischen Astes des Hauses Schönborn und Besitzer der Fideikommisse Lukavic, Přichovic, Přestic, Malesic und Kosolop im Pilsner Kreis und die Allodialherrschaft Dlazkovic im Leitmeritzer Kreis. Im Jahr 1861 er Abgeordneter des fideicommissarischen Großgrundbesitzes im böhmischen Landtag und stand der konservativen Partei nahe. Seit dem 18. April 1861 gehörte er als erbliches Mitglied dem Herrenhauses des österreichischen Reichsrates an. Sein böhmisches Mandat gab er 1867 ab, war aber nochmal von 1870 bis 1872 Abgeordneter.

## Familie
Schönborn heiratete am 11. Juli 1839 in Prag die Gräfin Christine von Brühl (* 28. März 1817; † 23. Oktober 1892), eine Tochter von Friedrich August von Brühl. Das Paar hatte mehrere Kinder:
- Karl Friedrich Josef August Maria Erwein Franz (* 10. April 1840; † 29. Mai 1908), Politiker[2]

⚭ 1861 Prinzessin Johanna von Lobkowitz (* 16. Juni 1840; † 5. August 1872)
⚭ 1875 Gräfin Zdenka von Sternberg (* 16. April 1846; † 16. September 1915)
- Friedrich Erwein Maria Carl Franz Johann Thomas (* 11. September 1841; † 21. Dezember 1907), Politiker ⚭ 1869 Gräfin Theresia Czernin von und zu Chudenitz (* 19. Dezember 1843; † 26. April 1910)
- Hermann (1842–1849)
- Franz Maria Carl Erwein Paul (* 24. Januar 1844; † 25. Juni 1899), Kardinal
- Anna Maria Auguste Elisabeth Franziska Karoline Aloysia (* 20. Juni 1845; † 16. November 1909) ⚭ 1866 Freiherr Ernst von Gudenus (* 8. September 1833; † 28. Oktober 1914), Mitglied des Abgeordnetenhauses
- Maria Elisabeth Augusta Josepha Erwina Christina Angela (* 4. September 1848; † 7. Juni 1905) ⚭ 1871 Egon von Schönberg-Roth-Schönberg (* 14. April 1845; † 10. Dezember 1908)
- Marie Leopoldine (1850–1852)
- Maria Wilhelmine Elisabeth Carolina Sidonia (* 25. Juni 1851; † 1. September 1911)
- Adalbert Joseph Maria Franz August (* 2. Juli 1854; † 11. Oktober 1924) ⚭ 1889 Prinzessin Adelheid zu Löwenstein-Wertheim-Rosenberg (* 17. Juli 1865; † 6. September 1941), Tochter von Karl Heinrich zu Löwenstein-Wertheim-Rosenberg